# Unterer Berggeistturm
Der Untere Berggeistturm ist ein 2000 m ü. NHN hoher Gipfel des Wettersteingebirges in den Ostalpen. Er liegt in Bayern, knapp nördlich der Grenze zu Tirol in Österreich.

## Lage und Beschreibung
Der Untere Berggeistturm ist ein Gipfel des Wettersteingebirges, der sich nördlich des Schüsselkars und nordöstlich des Unteren Schüsselkarturms befindet. Das Schüsselkar liegt zwischen dem Unteren Berggeistturm und dem Unteren Schüsselkarturm. Der Gipfel liegt in der Verlängerung des Westgrates des Westgipfels der Partenkirchner Dreitorspitze (2633 m) und ist westlich und unterhalb des im selben Grat gelegenen Oberreintaldoms. Er öffnet sich zum Oberreintal hin.
Der im Talkessel des Oberreintals eher unauffällige Gipfel hatte ursprünglich keinen Namen. Am 4. Januar 1900 wurde das Alpenkränzchen „Berggeist“ gegründet, die ersten Mitglieder waren bergsteigerisch begabte Menschen vom Sportclub „Terra Pila“. Den Namen schlug Max Schneider vor, einer der späteren Erstbesteiger. Der Obere (2250 m) und der Untere Berggeistturm erhielten später durch diese alpinistische Vereinigung ihre Namen.

## Zugang und Erschließung
Der wesentliche Talort ist Garmisch-Partenkirchen, und der Gipfel kann nur durch eine ca. 5-stündige Wanderung erreicht werden. Diese führt durch die Partnachklamm und dann an der Partnach entlang durch das Reintal. Von diesem gelangt man in das Oberreintal. Da der Zugang eher lang ist, wird die Besteigung meist mit einer Übernachtung in der Oberreintalhütte kombiniert.
1871 wanderte Hermann von Barth durch das Wettersteingebirge und erreichte auch das Oberreintal. In seinem 1874 erschienenen Buch Aus den Nördlichen Kalkalpen wird auch dieser Gipfel kurz erwähnt, es ist die erste nachgewiesene Erwähnung überhaupt. Der Untere Berggeistturm ist ein beliebter Kletterberg, seine Wände sind nach Norden und Westen ausgerichtet.

## Alpinismus
Der Untere Berggeistturm ist einer der am häufigsten besuchten Klettergipfel im Tal. Besonders zwei Touren gehören zu den häufig begangenen Klassikern:
- Militärkante, auch Milka (UIAA 4, 180 m). Diese Route wurde früher auch Südwestkante genannt. Weder die Erstbegeher noch das Datum der Erstbegehung sind bekannt, die Route ist aber alt.[4]
- Gelbes U (UIAA 6 oder 5,A0, 370 m), früher auch Nordwestwand genannt, erstbegangen 1928 von Leo Ritter und Toni Schmid.[5]

Unterer Berggeistturm
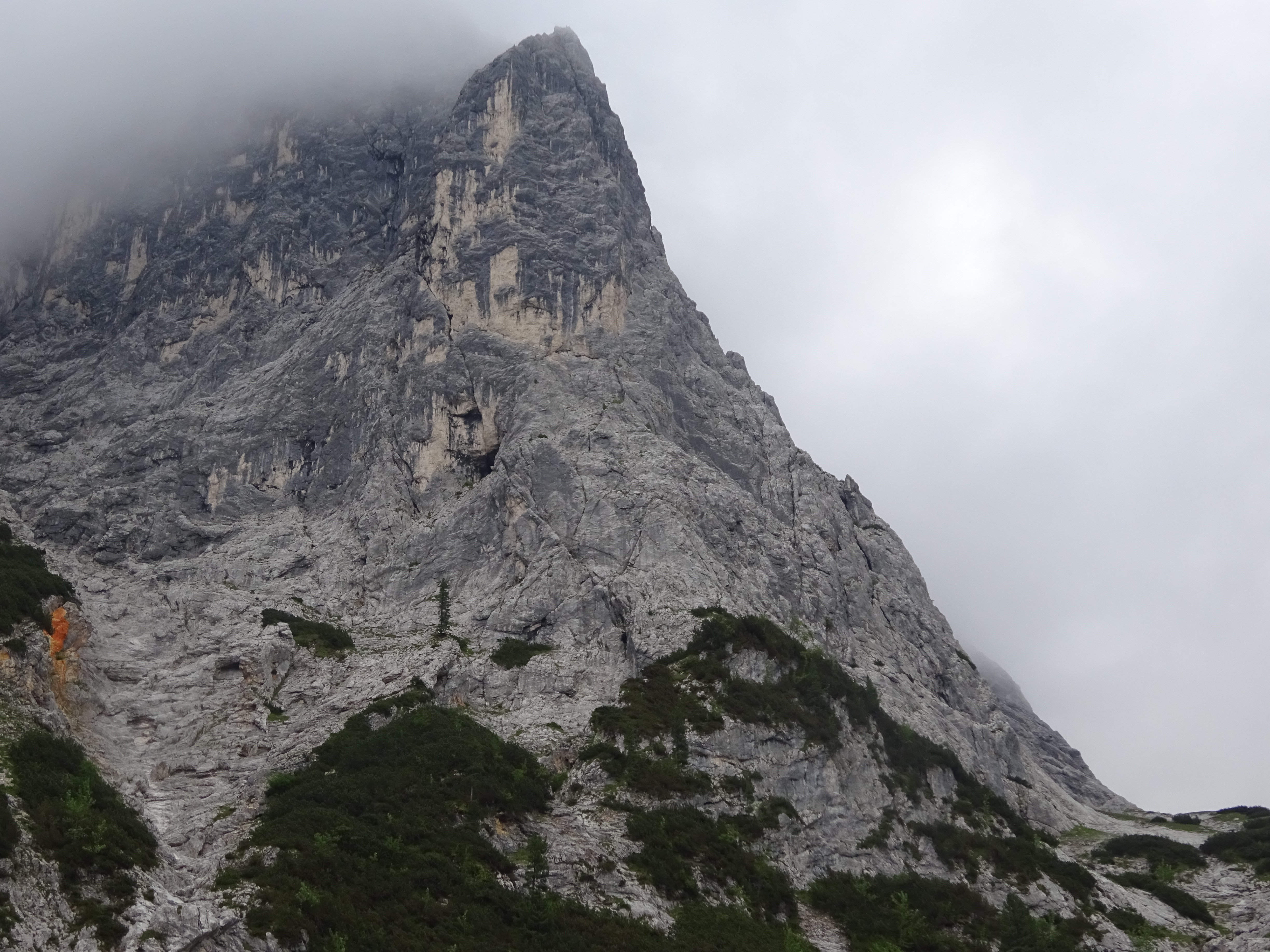
Der Untere Berggeistturm von der Oberreintalhütte aus fotografiert
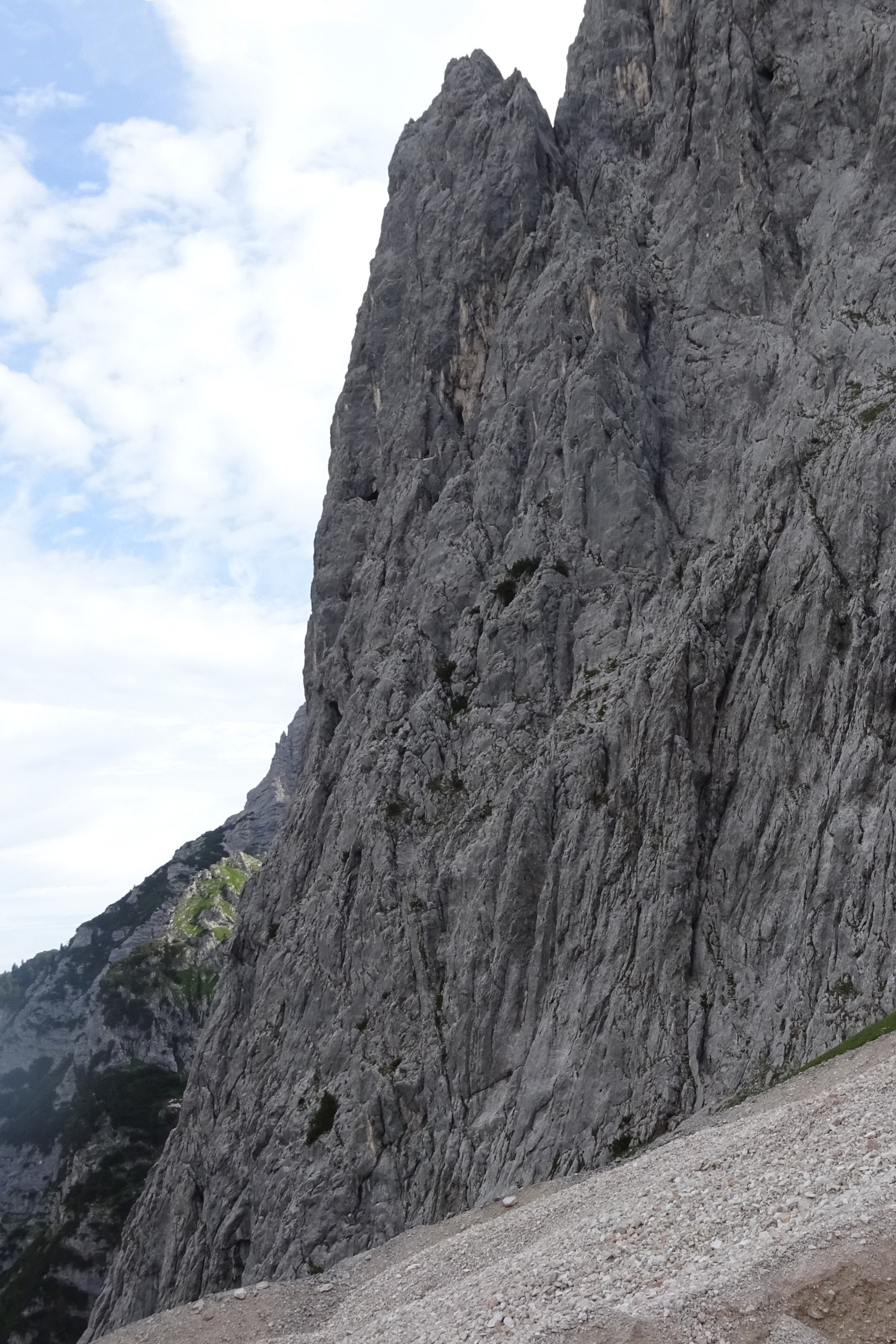
Der Gipfel von Süden